# Alarme anti-intrusion
 (novembre 2020).
Une alarme anti-intrusion est un système conçu pour détecter toute entrée non autorisée dans un bâtiment ou une zone.

## Technique

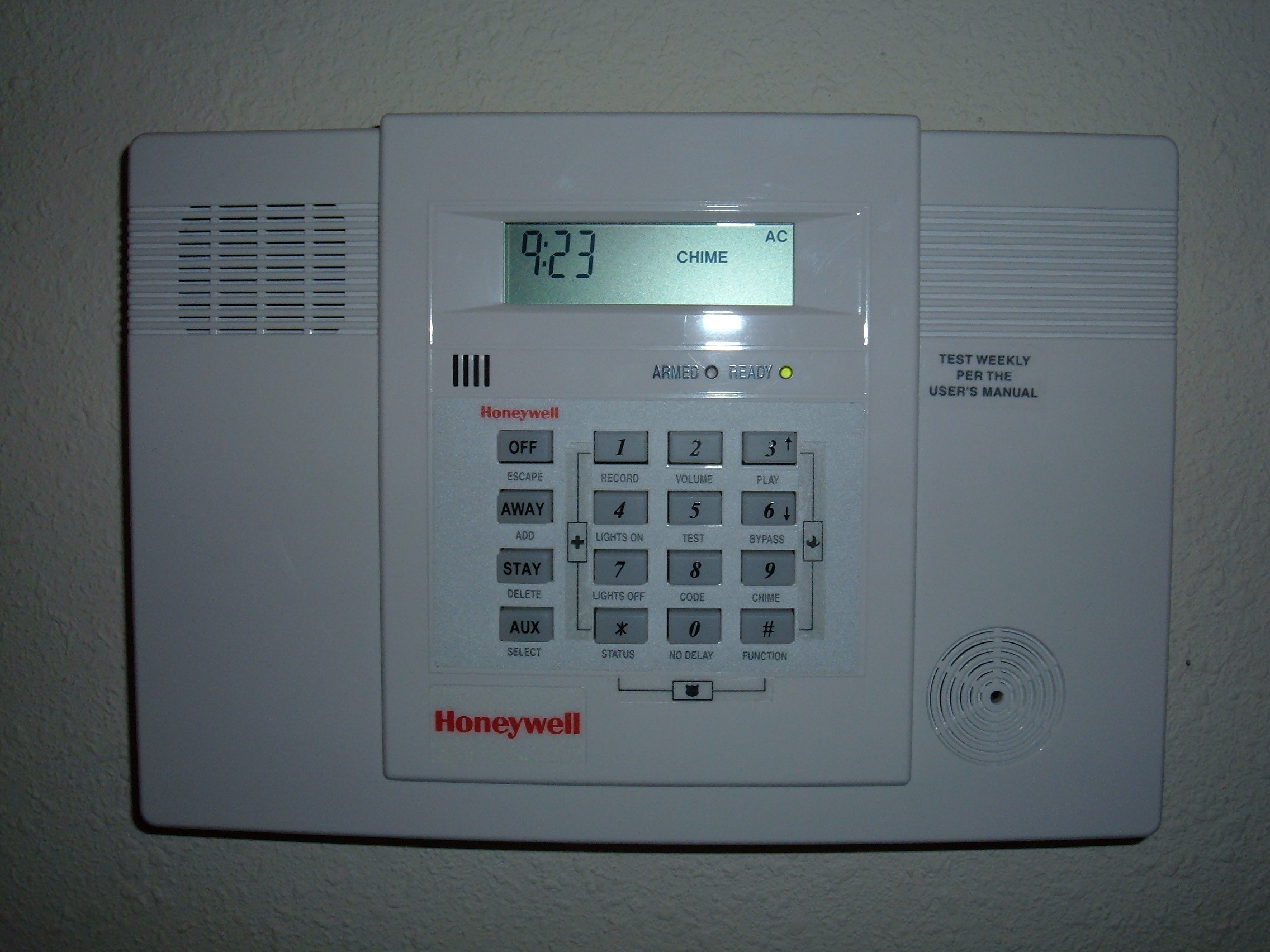
Centrale d'alarme

L'alarme pour prévenir certains cambriolages est constituée par des détecteurs de mouvement placés à la porte d'entrée et éventuellement aux fenêtres du local à protéger. Si elle est amorcée, toute personne qui pénètre les lieux dispose de quelques secondes pour composer un code permettant de le désactiver, faute de quoi une sirène se déclenche afin de faire fuir les intrus et de prévenir les riverains ou un organisme de surveillance.
Un système d'alarme est un système modulaire composé :
- d'une centrale d'alarme, qui centralise les informations envoyées par les détecteurs et prend la décision de lancer l'alerte de détecteurs, d'un dispositif (sirène, système d'appel) destiné à donner l'alerte
- de dispositifs de commande (télécommande, clavier) permettant aux utilisateurs de mettre le système en marche ou à l'arrêt.

Dans certains systèmes anti-intrusion pour de petits locaux, le central intègre les dispositifs de commande et d'alerte, les détecteurs étant les seules parties séparées. Dans les systèmes de détection de chute dans des bassins, il peut arriver que l'alarme soit monobloc (détecteur, centrale, sirène et commande).
Dans les systèmes en plusieurs modules, les communications entre les parties peuvent être transmises :
- par un réseau filaire, classiquement en étoile autour du central ;
- par un réseau hertzien, chaque module étant alors équipé d'une antenne radio et d'un émetteur-récepteur.

La centrale d'alarme peut également être couplée à un transmetteur téléphonique afin de donner l'alerte à un centre de télésurveillance. Le central d'alarme peut aussi gérer des alarmes techniques, comme l'incendie, le gel...

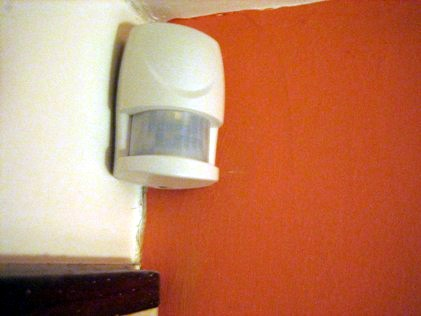
Détecteur volumétrique

Les détecteurs d'intrusion se décomposent en deux groupes principaux :
- les détecteurs périmétriques, comme l'alarme d'effraction infrasonore, les détecteurs d'ouverture magnétique, ou encore les détecteurs de bris de verre surveillent les périmètres de la zone à protéger, permettant notamment la protection d'un local même s'il est occupé ;
- les détecteurs volumétriques, comme les détecteurs infrarouges, permettent de détecter les mouvements à l'intérieur des zones protégées.

Les systèmes d'alarmes peuvent être complétés par des systèmes extérieurs comme des barrières infrarouges qui ont l'énorme avantage de prévenir une intrusion avant que l'auteur commence son forfait. Une barrière infrarouge est composée de deux bornes qui peuvent faire déclencher l’alarme en transmettant un signal filaire ou radio à la centrale d’alarme.

## En France
Le marché des alarmes de protection de locaux en France se décompose entre les systèmes à monter soi-même (kits prêt-à-monter), généralement vendus dans les grandes surfaces et dans certains magasins spécialisés, et les alarmes installées par des professionnels.

## Au Québec
Le marché des systèmes d'alarmes résidentiels au Québec est en constante progression. Les systèmes d'alarmes résidentiels sont généralement installés par des compagnies spécialisées qui emploient des techniciens diplômés en "Installation et entretien de systèmes de sécurité". En revanche, dans les domaines commercial, institutionnel et industriel ces systèmes doivent obligatoirement être installés par des professionnels diplômés puisque ce métier est régi par la Commission de la construction du Québec.
À la différence du marché français, les particuliers n'ajoutent pratiquement jamais de composants d'eux-mêmes. En effet, au Québec, l'installation d'un système d'alarme relié à une centrale de télésurveillance permet d'obtenir une réduction des primes d'assurance habitation et différentes garanties, dans la mesure où les composants ont été installés par une compagnie autorisée (une compagnie ayant son permis du Bureau de la Sécurité Privé). Les serruriers ne peuvent relier les systèmes d'alarme à une centrale (loi 88, de la BSP). 
En contrepartie, lors de l'activation d'un système d'alarme relié à une centrale de télésurveillance, certaines compagnies offrent aux nouveaux abonnés des réductions importantes, soit en assumant les mensualités du relais à la centrale pendant un an, soit en fournissant le système d'alarme résidentiel gratuitement. Cela implique généralement d'être sous contrat pour une période de 3 ans ou plus.